# Observatoire des Amériques

Logo

 (janvier 2021).
Si vous disposez d'ouvrages ou d'articles de référence ou si vous connaissez des sites web de qualité traitant du thème abordé ici, merci de compléter l'article en donnant les références utiles à sa vérifiabilité et en les liant à la section « Notes et références ».
L'Observatoire des Amériques, de l'Université du Québec à Montréal, est une activité du Centre d'études sur l'intégration et la mondialisation (CEIM), qui est lui-même rattaché à la Faculté de science politique et de droit et à l'Institut d'études internationales de Montréal (IEIM).

## Description
L'Observatoire des Amériques a comme mission l'analyse pour l'Amérique des relations, de la sécurité, de l'économie et du droit international en prenant compte du processus de mondialisation en cours.
Entre autres, l'Observatoire publie mensuellement,Chronique des Amériques, des dossiers thématiques (disponibles en format .pdf sur le site). Comme tout organisme universitaire transdisciplinaire, l'Observatoire organise des séminaires, des tables rondes et réalise des études de suivi, signalons par exemple, sur l’ALENA.